# Aberfoyle, Skottland
Aberfoyle är en ort i Storbritannien.   Den ligger i kommunen Stirling och riksdelen Skottland, i den nordvästra delen av landet, 600 km nordväst om huvudstaden London. Aberfoyle ligger 21 meter över havet och antalet invånare är 577.
Terrängen runt Aberfoyle är huvudsakligen kuperad, men åt sydost är den platt. Aberfoyle ligger nere i en dal.Runt Aberfoyle är det glesbefolkat, med 10 invånare per kvadratkilometer. Närmaste större samhälle är Callander, 12,7 km nordost om Aberfoyle. I omgivningarna runt Aberfoyle växer i huvudsak blandskog.